# Red Light Center
Red Light Center er et onlinespil, der fungerer ligesom Second Life. Spillet er opbygget efter Amsterdams Red Light District. Spilleren befinder sig i et onlineunivers, hvor man interagerer med andre rigtige spillere, kaldet "avatars". Man kan danse, chatte, handle og flirte – og frem for alt – dyrke sex med de andre avatars. Forskellige fællesaktiviteter koordineres gennem et forum eller datingportalen Utherverse.
Red Light Center har sin egen økonomi og valuta. Denne hedder Ray. Rays kan optjenes igennem forskellige handlinger i spillet eller gennem portalen Utherverse. Rays kan bruges til at købe ting i spillet, eller sælges for rigtige penge på Utherverse auctions side.
I april 2007 var der registreret 250.000 aktive brugere af RLC.

## Fodnoter
1. ↑  Red Light Social Center Hvordan tjener du flest muligt penge i Red Light Center
2. ↑  AppScout 18. april 2007 Arkiveret 27. september 2007 hos  Wayback Machine: The New Amsterdam: An Interview with Utherverse CEO, Brian Shuster

| Internet | Spire Denne internet-relaterede artikel er en spire som bør udbygges. Du er velkommen til at hjælpe Wikipedia ved at udvide den. |